# Агиос Андониос (дем Седес)
Вижте пояснителната страница за други значения на Агиос Андониос.
Агиос Андониос или Доганджи (на гръцки: Άγιος Αντώνιος, до 1927 година Δογαντζή, Догандзи) е село в Гърция, дем Седес (Терми), област Централна Македония със 779 жители (2001).

## География
Селото е разположено на Халкидическия полуостров, южно от Солун и южно от демовия център Седес в планината Холомонда.

## История
В 1913 година селото попада в Гърция. Населението му се изселва и в него са заселени гърци бежанци – около 80% понтийски гърци, предимно от село Агиос Андониос, 25% каракачани и 5% тракийци. В 1927 година е прекръстено на Агиос Андониос. В 1928 година Агиос Андониос е представено като изцяло бежанско село с 9 бежански семейства и 37 души бежанци.
| Име                   | Име        | Ново име  | Ново име   | Описание                                                     |
| --------------------- | ---------- | --------- | ---------- | ------------------------------------------------------------ |
| Хасапли               | Χασαπλή    | Халасмата | Χαλάσματα  | бивше село на СЗ от Агиос Андониос                           |
| Хасапли               | Χασαπλή    | Корифи    | Κορυφή     | възвишение на СЗ от Агиос Андониос (399,5 m)                 |
| Махмутли              | Μαχμουτκλή | Плагиес   | Πλαγιές    | местност на СИ от Агиос Андониос                             |
| Варзелар              | Βαρζελάρ   | Спитакия  | Σπιτάκια   | бивше село на Ю от Агиос Андониос                            |
| Патели                | Πατέλι     | Смикси    | Σμιξι      | местност на Ю от Агиос Андониос                              |
| Колауслу или Колаусла | Κολάουσλα  | Спита     | Σπίτια     | бивше село на ЮИ от Агиос Андониос                           |
| Чаири                 | Τσαΐρια    | Дендрулия | Δεντρούλια | местност на Ю от Монопигадо (Цели) и на ЮИ от Агиос Андониос |
| Асликия               | Άσλίκια    | Плеврес   | Πλεϋρες    | местност на Ю от Монопигадо (Цели) и на ЮИ от Агиос Андониос |
| Турлас или Турлос     | Τοϋρλος    | Трулос    | Τρούλος    | връх на Ю от Монопигадо (Цели) и на ЮИ от Агиос Андониос     |
| Пелит                 | Πελίτ      | Плагијада | Πλαγιάδα   | местност на ЮИ от Монопигадо (Цели)                          |
| Чам дере              | Τσάμ Ντερέ | Рема      | Ρέμα       | река                                                         |